# Бургшталлер, Гвидо
Гвидо Бургшталлер (нем. Guido Burgstaller; род. 29 апреля 1989, Филлах, Каринтия) — австрийский футболист, выступавший на позиции нападающего.

## Клубная карьера

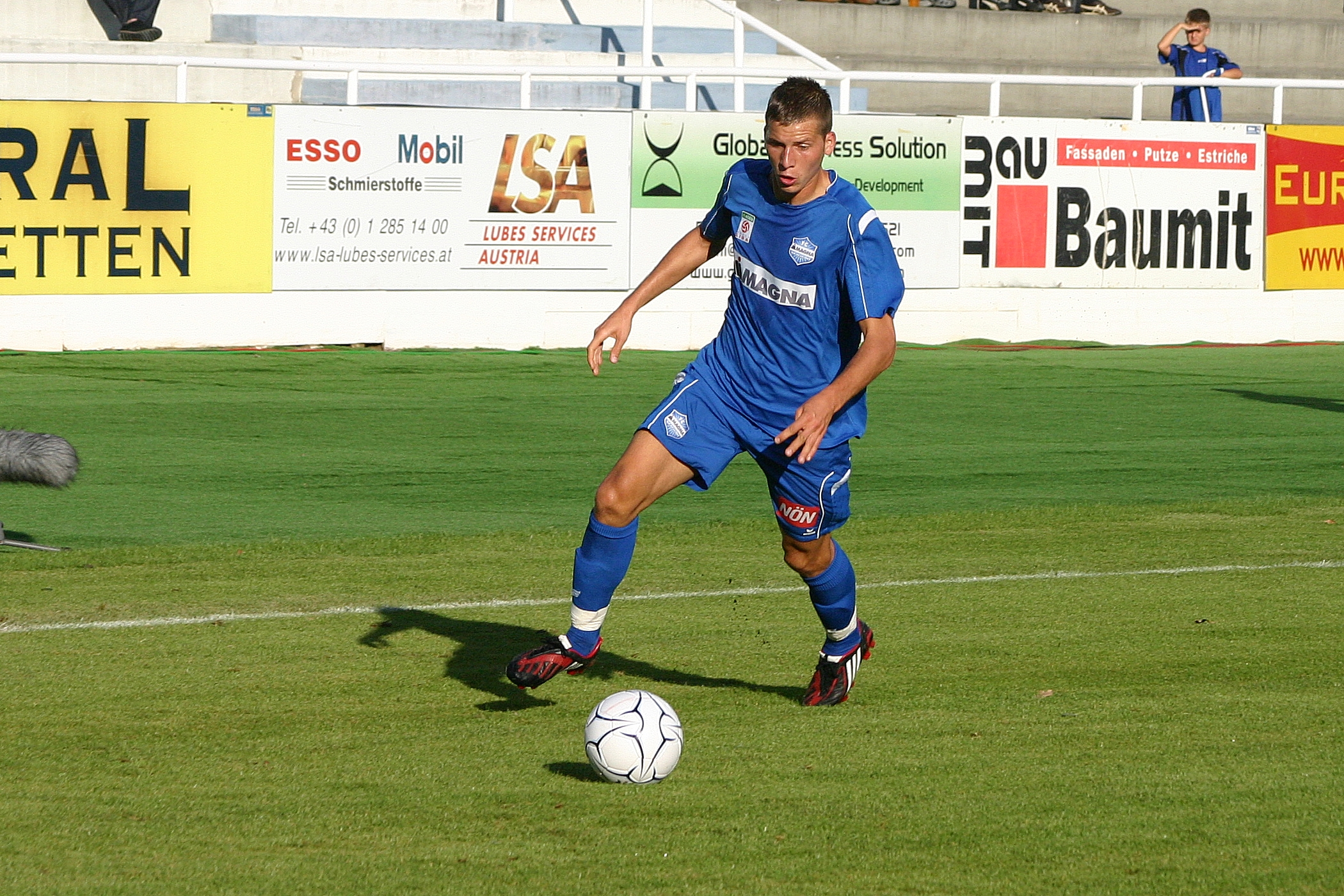
Бургшталлер в составе «Винер-Нойштадт»

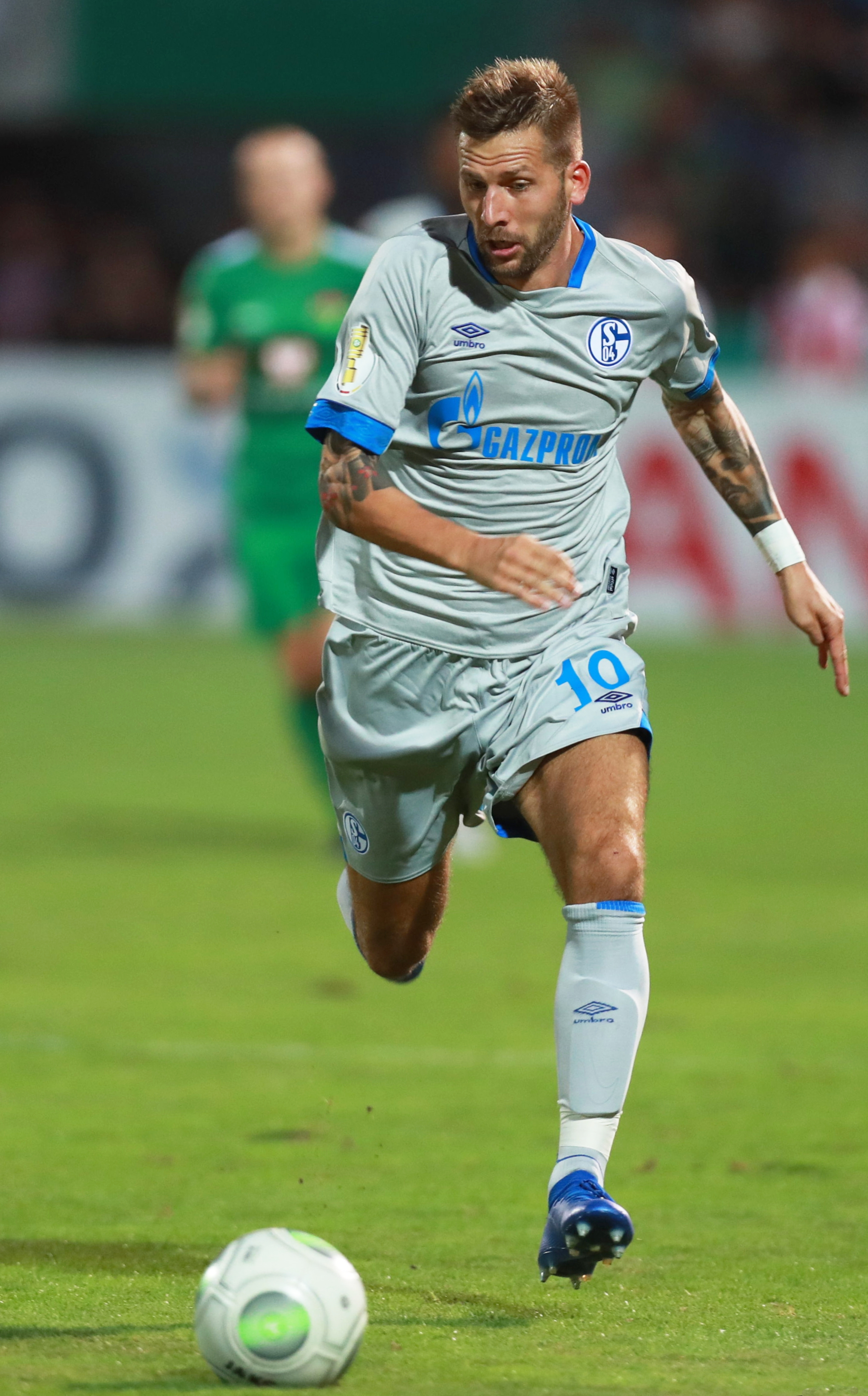
Бургшталлер в составе «Шальке 04»

Бургшталлер — воспитанник клуба «Кернтен». В команде он провёл два сезона, после чего перешёл в «Винер-Нойштадт». По окончании сезона Гвидо помог клубу выйти в элиту. 17 июля 2009 года в матче против «Аустрии Карнтен» он дебютировал в австрийской Бундеслиге. 25 июля 2010 года в поединке против венского «Рапида» Бургшталлер забил свой первый гол за команду в высшем дивизионе. Летом 2011 года у него закончился контракт и Гвидо на правах свободного агента перешёл в «Рапид». 1 октября в матче против «Адмиры» он дебютировал за венский клуб. 23 октября в поединке против «Аустрии» Бургшталлер забил свой первый гол за «Рапид».
Летом 2014 года Гвидо перешёл в валлийский «Кардифф Сити». 8 августа в матче против «Блэкберн Роверс» ре дебютировал в Чемпионшипе, заменив во втором тайме Кенвайна Джонса. 13 августа в поединке Кубка лиги против «Ковентри Сити» он забил свой первый гол.
В начале 2015 года контракт Гвидо с валлийским клубом был расторгнут по обоюдному согласию и Бургшталлер стал футболистом немецкого «Нюрнберга». 8 февраля в матче против «Франкфурта» он дебютировал во Второй Бундеслиге. 28 февраля в поединке против «Карлсруэ» Гвидо забил свой первый гол за немецкую команду.
12 января 2017 года подписал контракт с «Шальке 04». 21 января он забил свой дебютный, единственный гол в победном матче против «Ингольштадта».

## Международная карьера

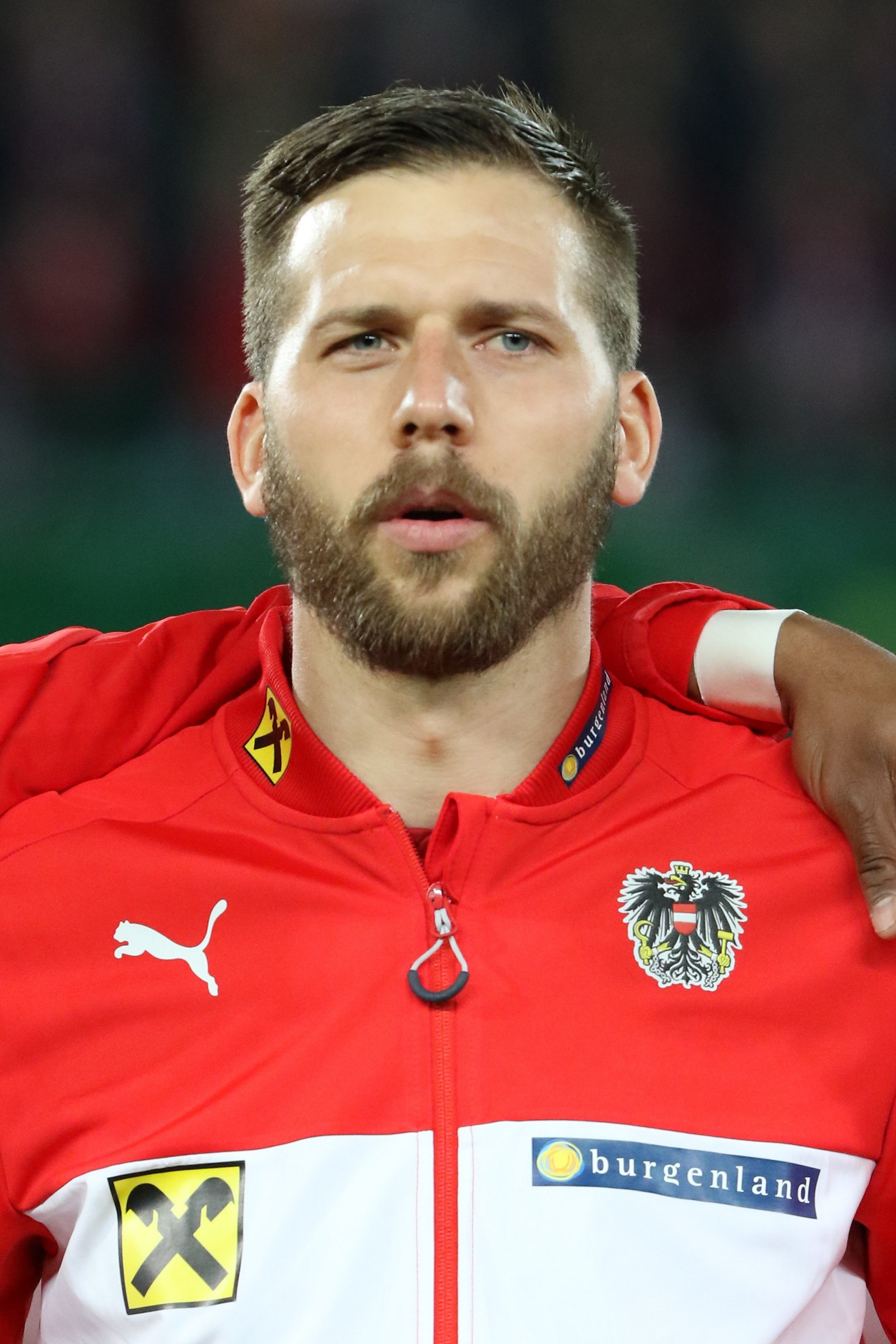
Бургшталлер в составе сборной Австрии.

29 февраля 2012 года в товарищеском матче против сборной Финляндии Гвидо дебютировал в сборной Австрии, заменив во втором тайме Андреаса Иваншица.
16 октября 2018 года сыграл на позиции центрфорварда все 90 минут в товарищеском матче против сборной Дании.
Ровно через 5 лет после игры с датчанами вышел на замену на 82-й минуте во встрече со сборной Азербайджана. На 90-й минуте получил жёлтую карточку, вслед за ней вторую и был удалён с поля.

## Достижения

### Клубные
Винер-Нойштадт
- Победитель Первой лиги Австрии: 2008/09
- Финалист Кубка Австрии: 2009/10

Рапид (Вена)
- Вице-чемпион Австрии (2): 2011/12, 2013/14
- Финалист Кубка Австрии (2): 2022/23, 2023/24

Шальке 04
- Вице-чемпион Германии: 2017/18

### Личные
- Лучший бомбардир австрийской Бундеслиги: 2022/23 (21 мяч)